# Portia Simpson-Miller
Portia Lucretia Simpson-Miller, född 12 december 1945 i Wood Hall i Saint Catherine Parish på Jamaica, är en jamaicansk politiker. Hon var landets premiärminister mellan 2006 och 2007 samt mellan 2012 och 2016. Hon efterträddes på posten av Andrew Holness.